# Saison 2015 de l'équipe cycliste Coop-Øster Hus
La saison 2015 de l'équipe cycliste Coop-Øster Hus est la douzième de cette équipe continentale.

## Préparation de la saison 2015

### Sponsors et financement de l'équipe
L'équipe bénéficie cette saison du soutien des supermarchés coopératifs Coop (no), le constructeur Øster Hus continue à être sponsor.

### Arrivées et départs
| Arrivées               | Équipe 2014     |
| ---------------------- | --------------- |
| Håkon Frengstad Berger | Ringeriks-Kraft |
| Markus Hoelgaard       | Etixx           |

| Départs              | Équipe 2015 |
| -------------------- | ----------- |
| Jonas Abrahamsen     |             |
| Sven Erik Bystrøm    | Katusha     |
| Nicholas Hammersland |             |

## Coureurs et encadrement technique

### Effectif

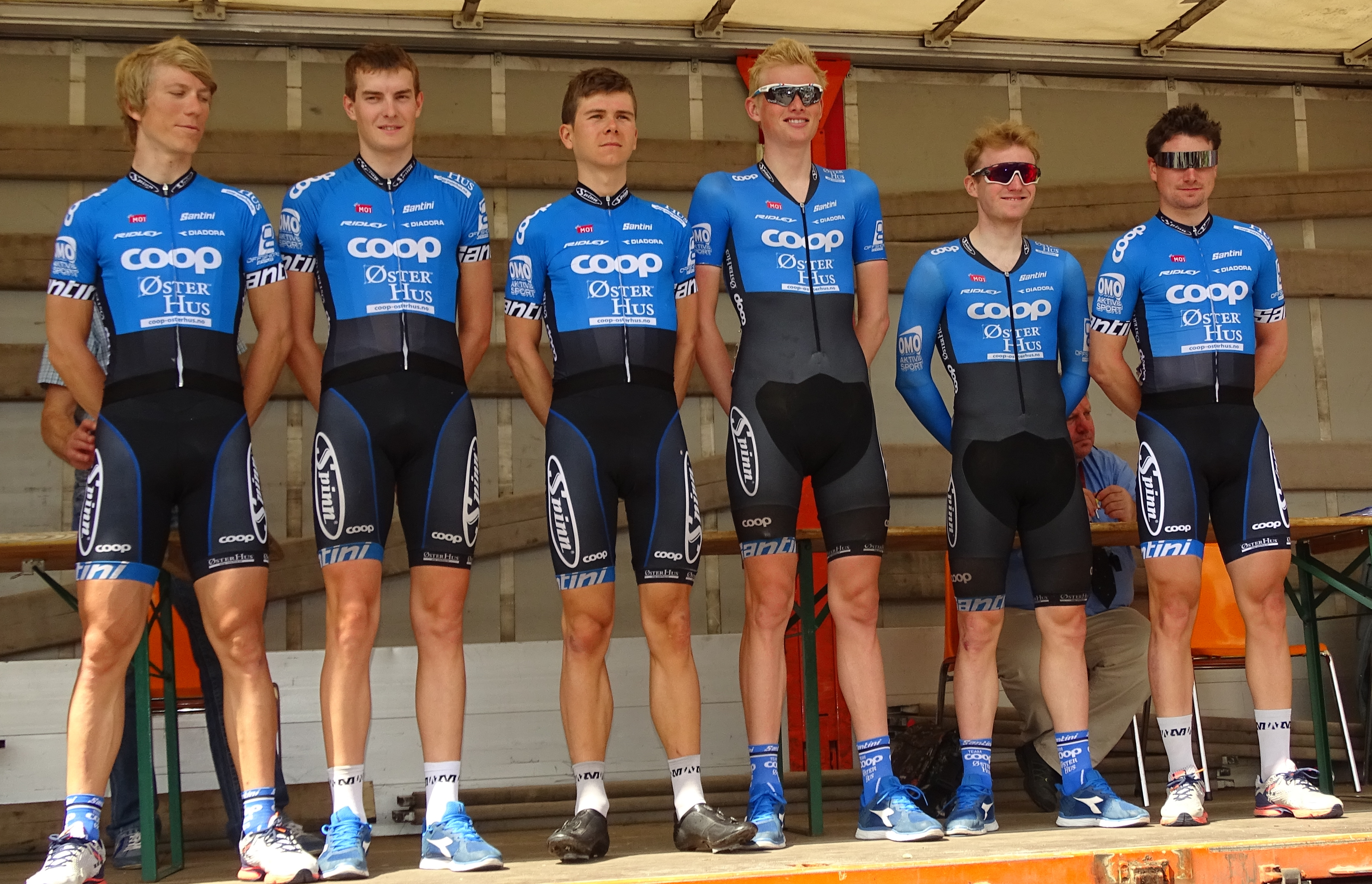
Håvard Blikra, Markus Hoelgaard, Håkon Frengstad Berger, Fredrik Strand Galta, August Jensen et Magnus Børresen lors du départ du Mémorial Philippe Van Coningsloo 2015 à Wavre.

| Cycliste                | Date de naissance | Nationalité | Équipe 2014      |  |
| ----------------------- | ----------------- | ----------- | ---------------- |  |
| Håkon Frengstad Berger  | 24 août 1992      | Norvège     | Ringeriks-Kraft  |  |
| Håvard Blikra           | 2 novembre 1991   | Norvège     | Øster Hus-Ridley |  |
| Magnus Børresen         | 18 septembre 1988 | Norvège     | Øster Hus-Ridley |  |
| Kristian Dyrnes         | 20 avril 1992     | Norvège     | Øster Hus-Ridley |  |
| Fredrik Strand Galta    | 19 octobre 1992   | Norvège     | Øster Hus-Ridley |  |
| Krister Hagen           | 12 janvier 1989   | Norvège     | Øster Hus-Ridley |  |
| Tormod Hausken Jacobsen | 17 août 1993      | Norvège     | Øster Hus-Ridley |  |
| Markus Hoelgaard        | 4 octobre 1994    | Norvège     | Etixx            |  |
| August Jensen           | 29 août 1991      | Norvège     | Øster Hus-Ridley |  |
| Oscar Landa             | 15 août 1993      | Norvège     | Øster Hus-Ridley |  |
| Stagiaire               | Date de naissance | Nationalité | Équipe 2015      |  |
| Andreas Sandnes         | 19 mars 1994      | Norvège     |                  |  |

Portraits
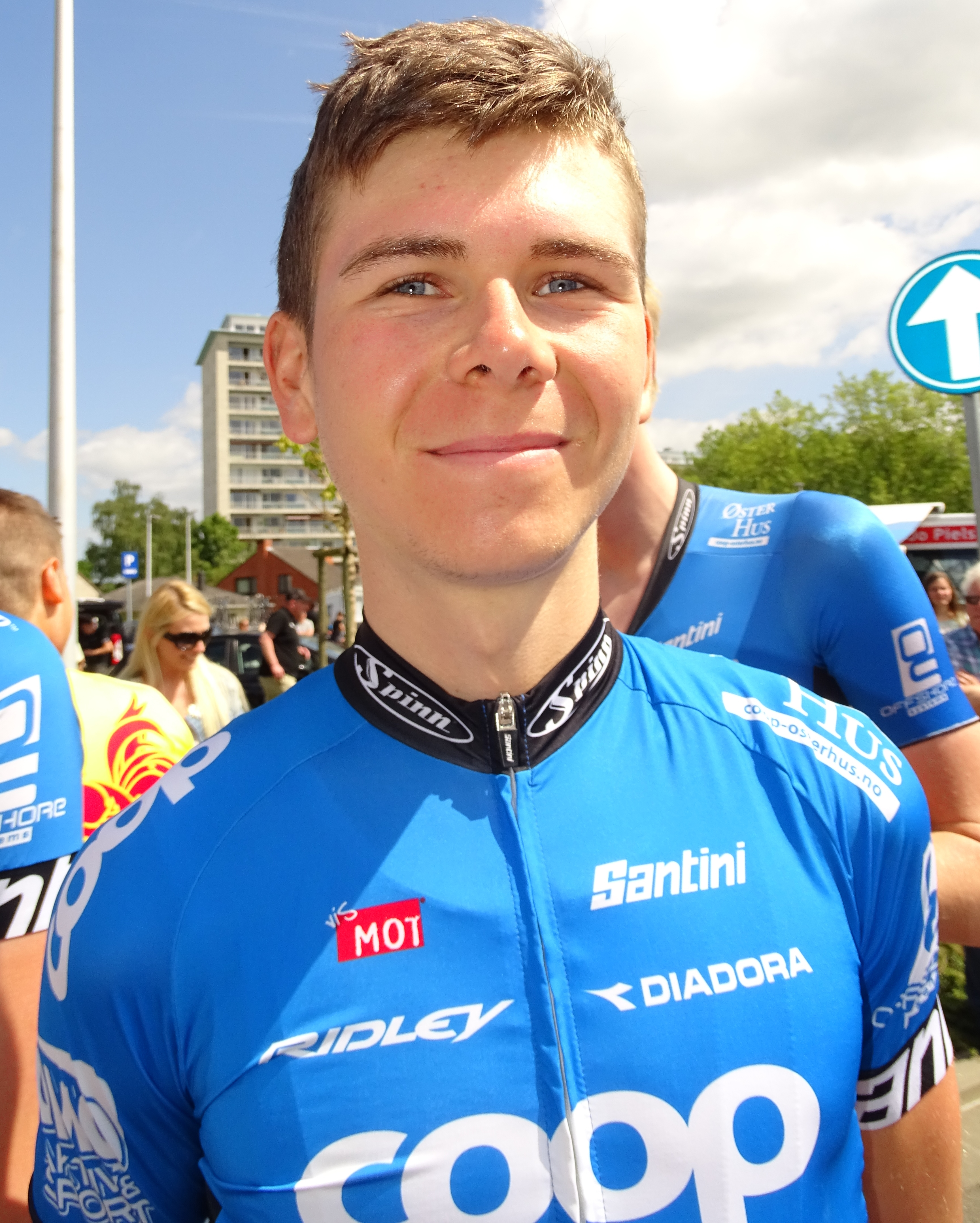
Håkon Frengstad Berger.
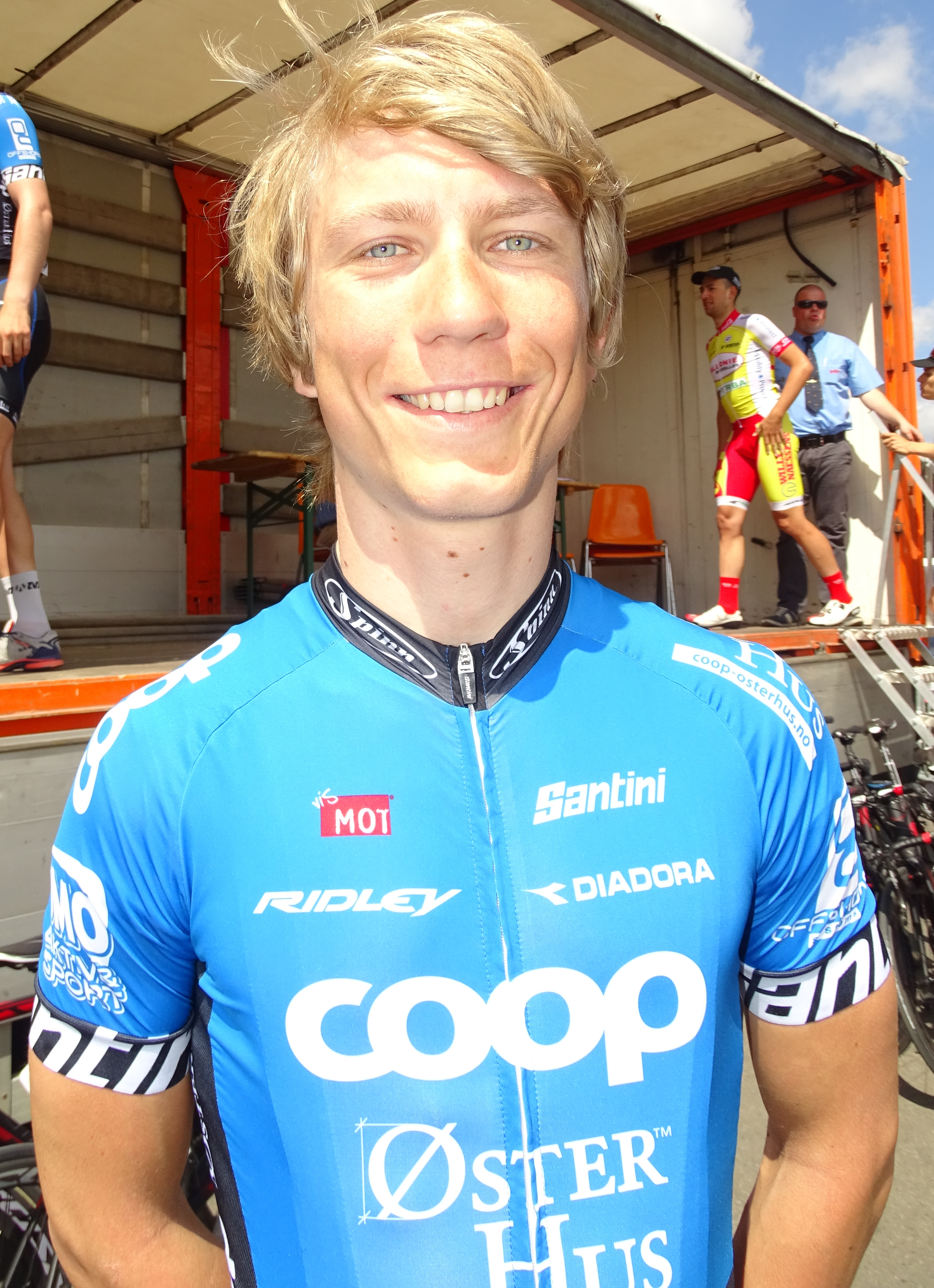
Håvard Blikra.
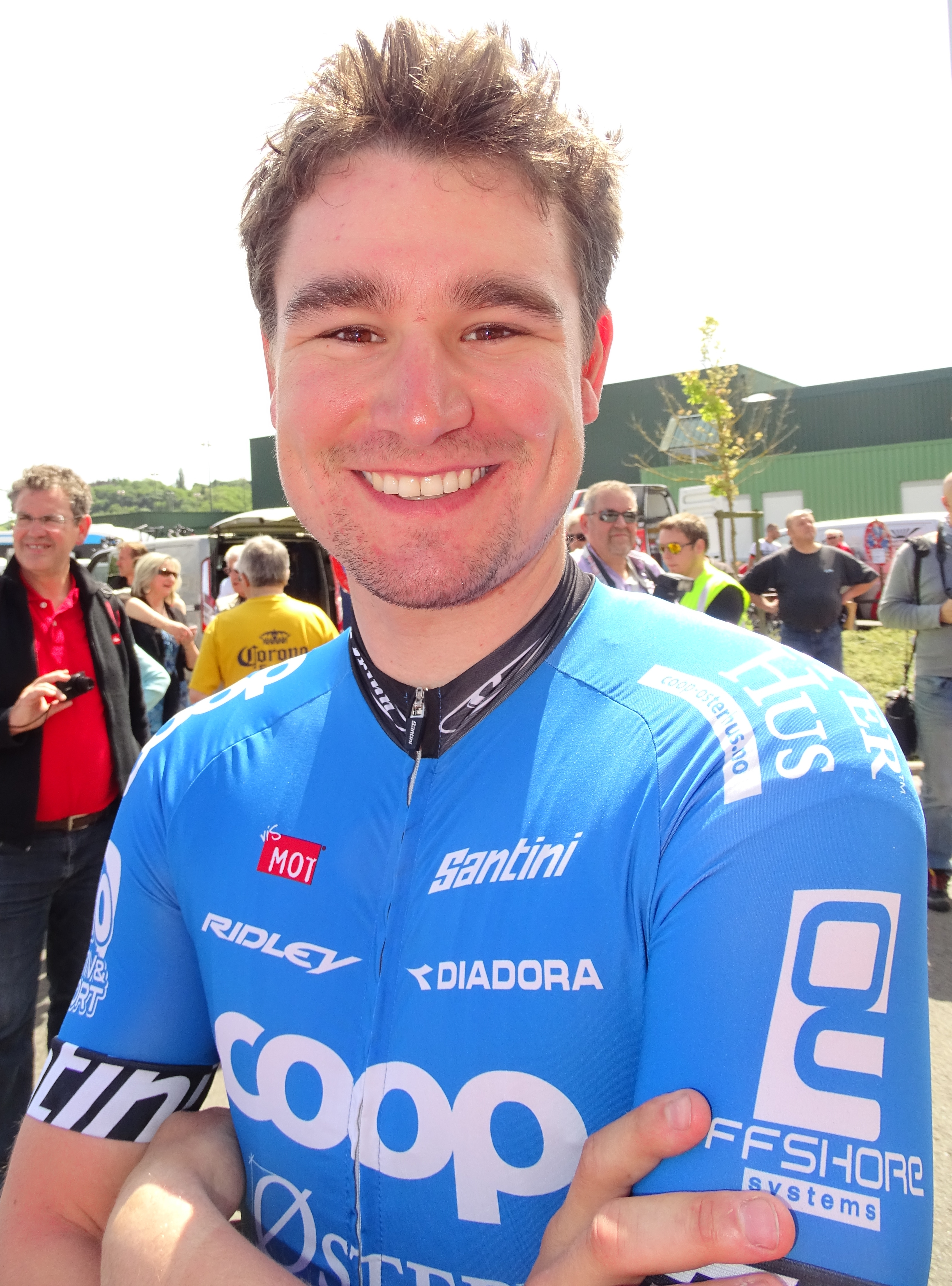
Magnus Børresen.
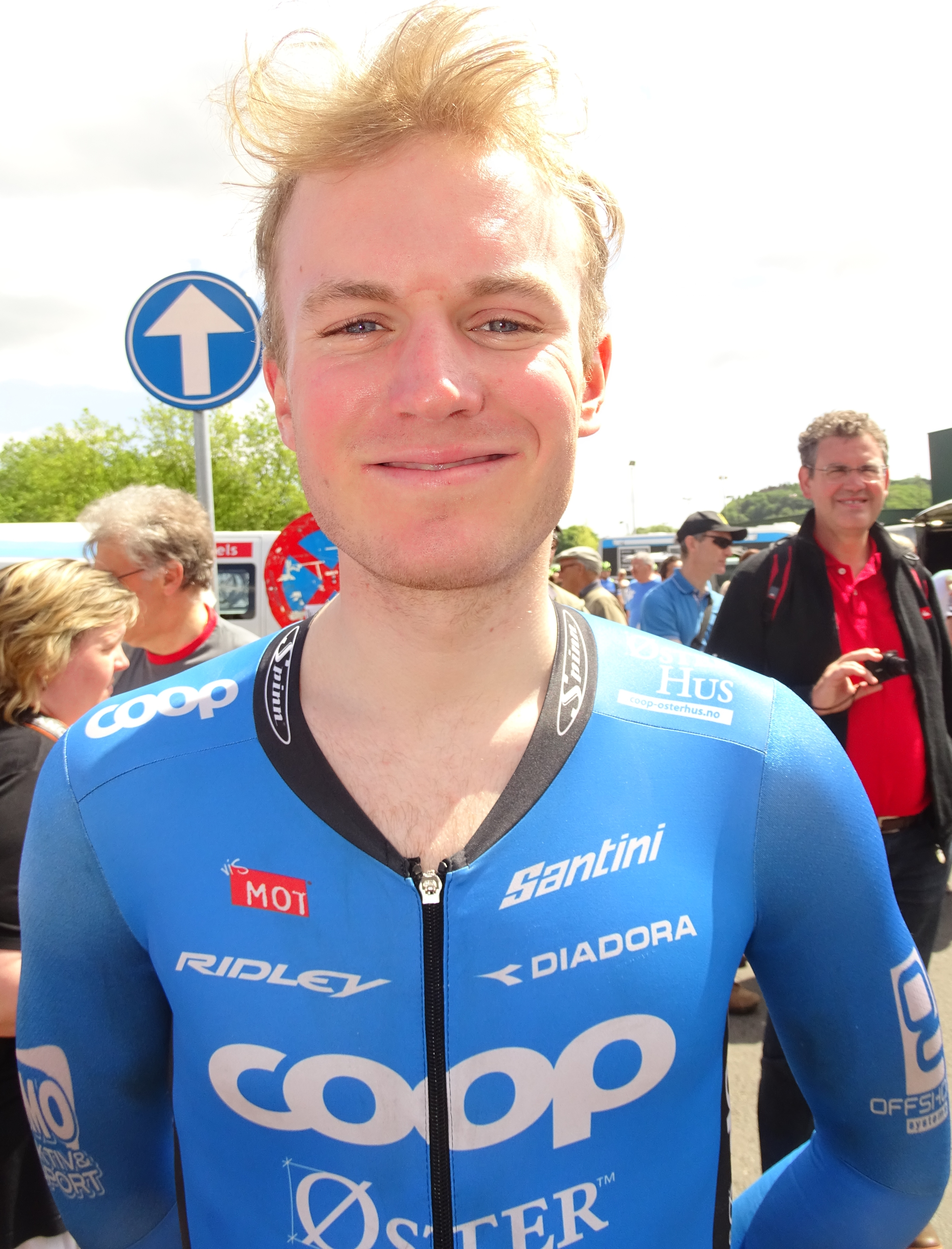
August Jensen.
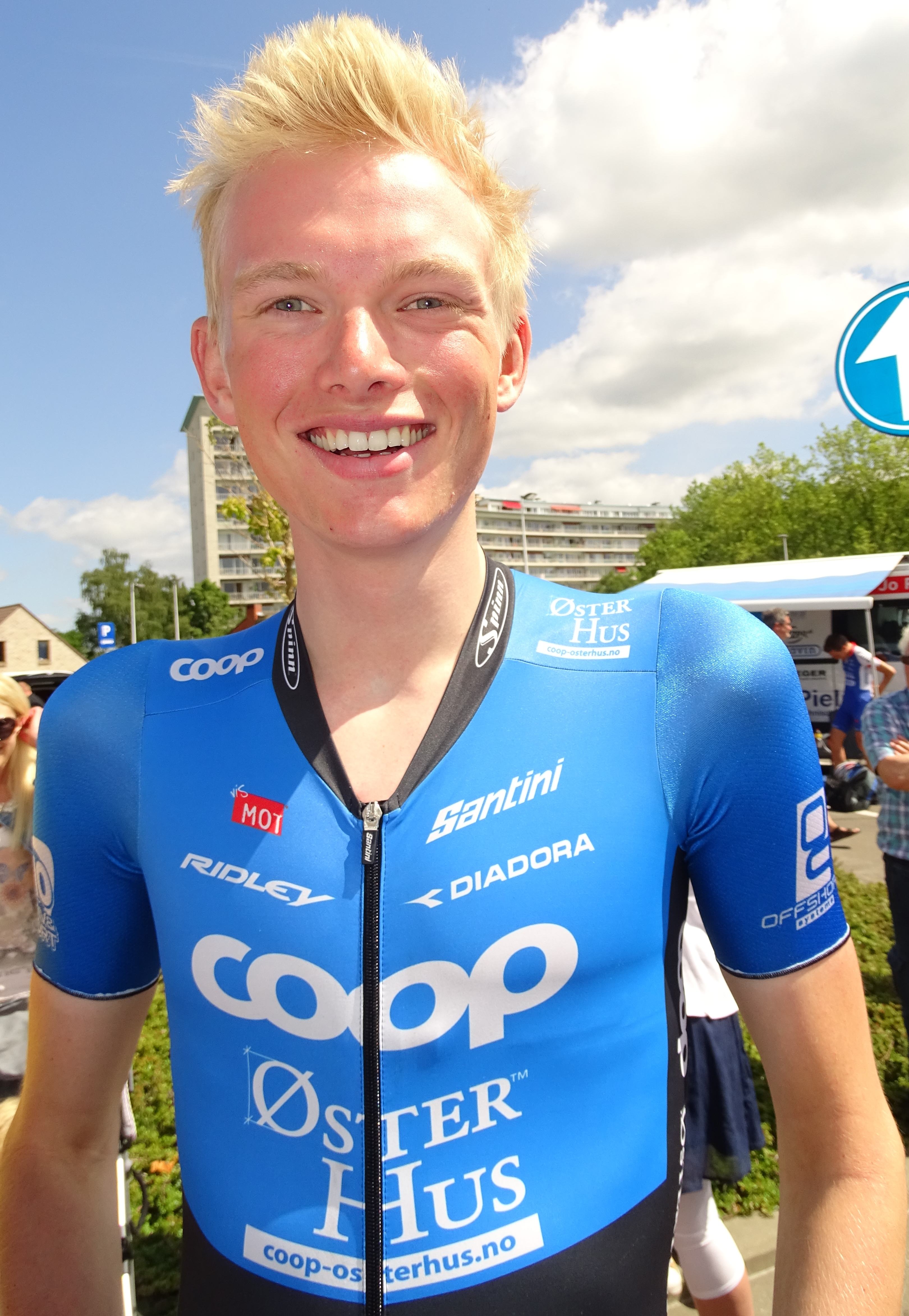
Fredrik Strand Galta.
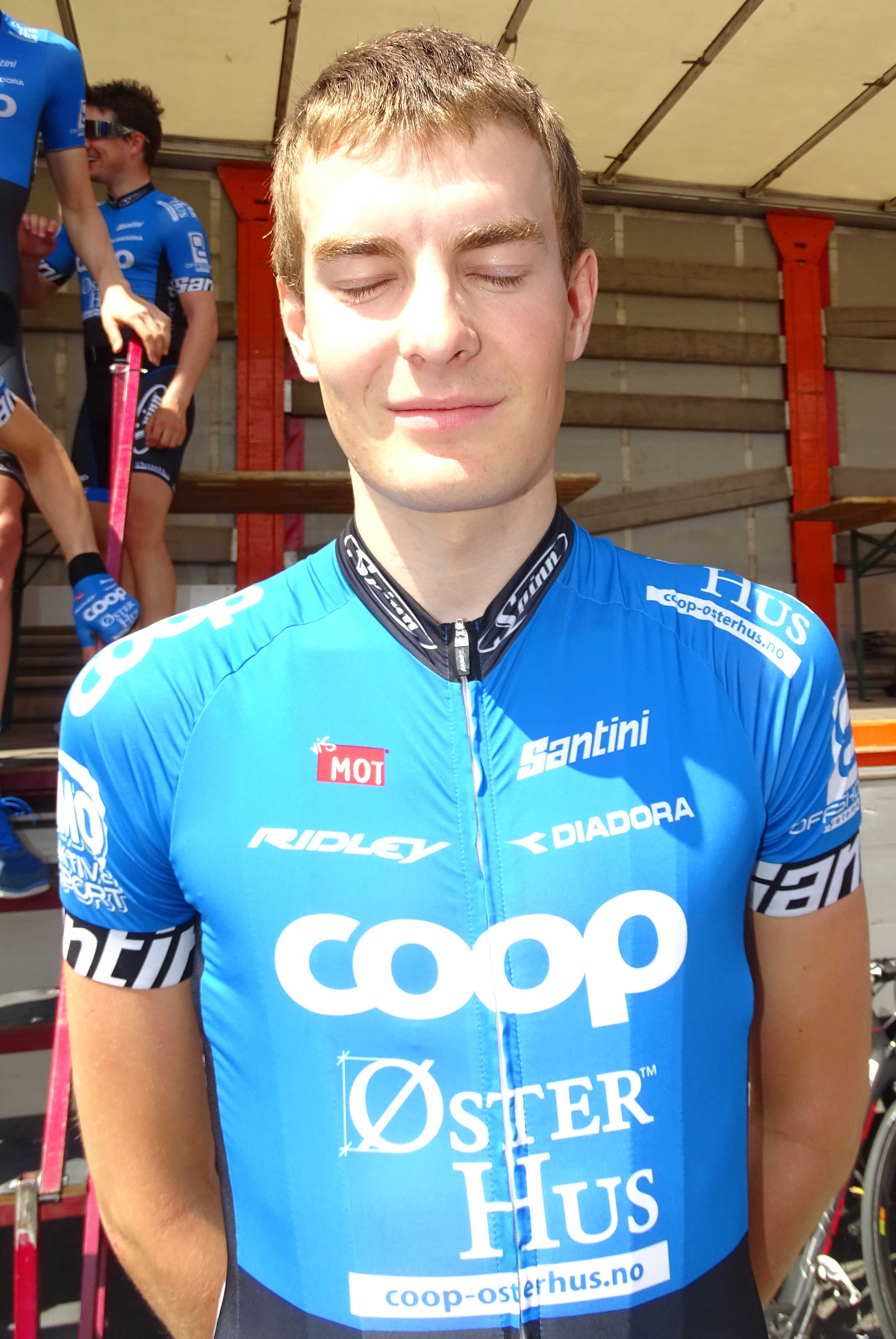
Markus Hoelgaard.

### Victoires

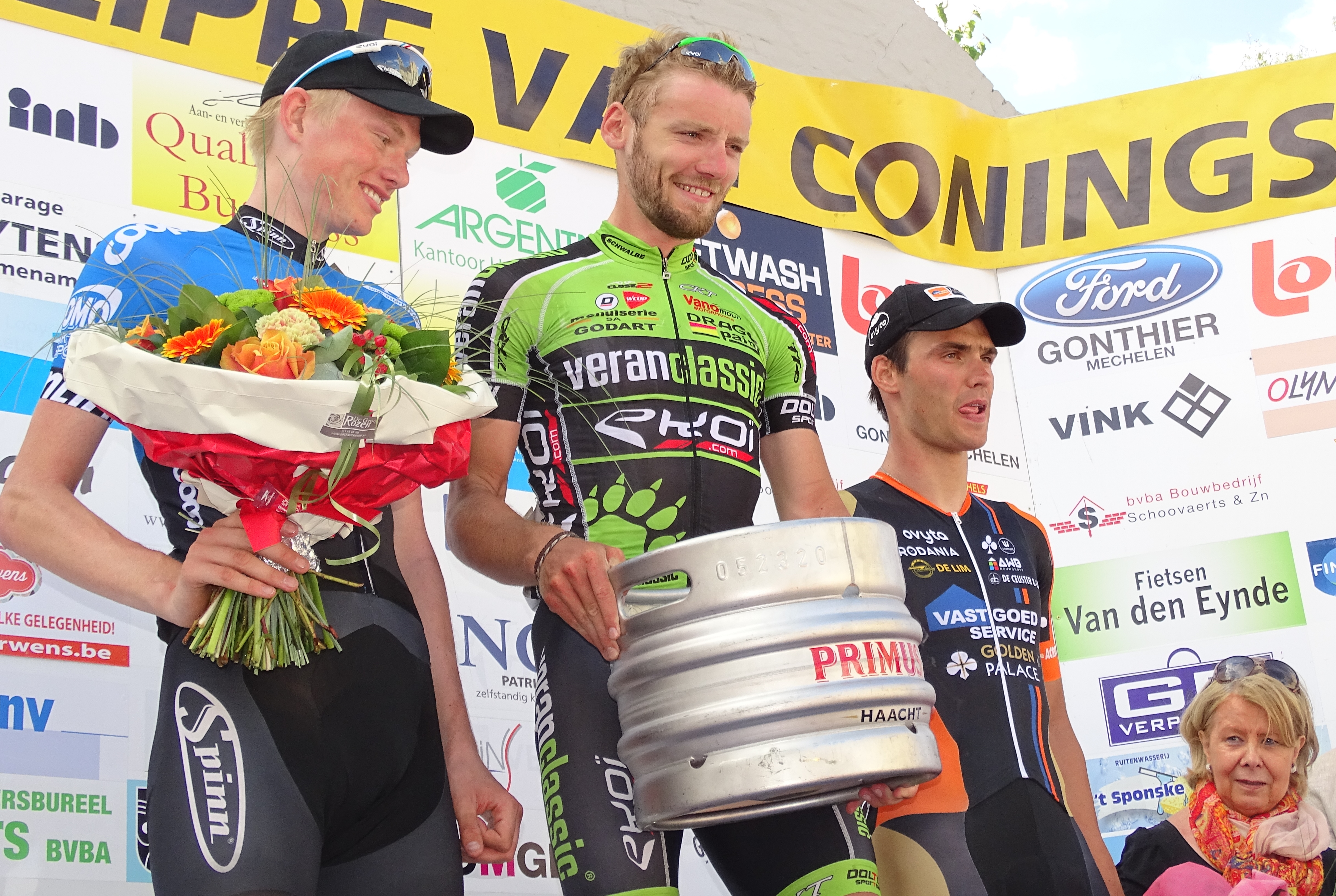
Podium de l'édition 2015 du Mémorial Philippe Van Coningsloo : Fredrik Strand Galta (2e), Robin Stenuit (1er) et Timothy Stevens (3e).

| Date       | Course                                    | Pays     | Classe | Vainqueur            |
| ---------- | ----------------------------------------- | -------- | ------ | -------------------- |
| 01/05/2015 | Grand Prix Viborg                         | Danemark | 1.2    | Oscar Landa          |
| 02/08/2015 | 2e étape du Kreiz Breizh Elites           | France   | 2.2    | Fredrik Strand Galta |
| 02/08/2015 | 3e étape du Kreiz Breizh Elites           | France   | 2.2    | Fredrik Strand Galta |
| 03/08/2015 | 4e étape du Kreiz Breizh Elites           | France   | 2.2    | August Jensen        |
| 03/08/2015 | Classement général du Kreiz Breizh Elites | France   | 2.2    | August Jensen        |

## Bilan de la saison

### Victoires
| Date | Course | Pays | Classe | Vainqueur |
| ---- | ------ | ---- | ------ | --------- |